# Milano-Torino 1969
La Milano-Torino 1969, cinquantacinquesima edizione della corsa, si tenne il 9 marzo 1969. Fu vinta dall'italiano Claudio Michelotto.

## Ordine d'arrivo (Top 10)
| Pos. | Corridore            | Squadra   | Tempo |
| ---- | -------------------- | --------- | ----- |
| 1    | Claudio Michelotto   | Max Meyer |       |
| 2    | Martin Vandenbossche | Faema     |       |
| 3    | Franco Bitossi       | Filotex   |       |
| 4    | Matteo Cravero       | Sanson    |       |
| 5    | Guido De Rosso       | Faema     |       |
| 6    | Renzo Baldan         | G.B.C.    |       |
| 7    | Giuseppe Beghetto    | Ferretti  |       |
| 8    | Ernesto Donghi       | Sagit     |       |
| 9    | Giuseppe Milioli     | Germanvox |       |
| 10   | Mino Denti           | Scic      |       |